# Міддлтаун (Кентуккі)
Міддлтаун (англ. Middletown) — місто (англ. city) в США, в окрузі Джефферсон штату Кентуккі. Населення — 9706 осіб (2020).

## Географія
Міддлтаун розташований за координатами 38°14′25″ пн. ш. 85°31′18″ зх. д. / 38.24028° пн. ш. 85.52167° зх. д. (38.240344, -85.521695).  За даними Бюро перепису населення США в 2010 році місто мало площу 13,21 км², з яких 13,05 км² — суходіл та 0,16 км² — водойми.

## Демографія
Згідно з переписом 2010 року, у місті мешкало 7218 осіб у 3292 домогосподарствах у складі 1966 родин. Густота населення становила 546 осіб/км².  Було 3547 помешкань (268/км²).
Расовий склад населення:
| - 87,1 % — білих - 7,1 % — чорних або афроамериканців - 2,8 % — азіатів - 0,1 % — вихідців з тихоокеанських островів - 0,1 % — корінних американців |

До двох чи більше рас належало 1,9 %. Частка іспаномовних становила 3,2 % від усіх жителів.
За віковим діапазоном населення розподілялося таким чином: 21,4 % — особи молодші 18 років, 60,2 % — особи у віці 18—64 років, 18,4 % — особи у віці 65 років та старші. Медіана віку мешканця становила 43,8 року. На 100 осіб жіночої статі у місті припадало 85,6 чоловіків;  на 100 жінок у віці від 18 років та старших — 80,0 чоловіків також старших 18 років.
Середній дохід на одне домашнє господарство  становив 84 349 доларів США (медіана — 65 041), а середній дохід на одну сім'ю — 105 662 долари (медіана — 86 667). Медіана доходів становила 64 375 доларів для чоловіків та 48 241 долар для жінок. За межею бідності перебувало 9,3 % осіб, у тому числі 13,0 % дітей у віці до 18 років та 5,6 % осіб у віці 65 років та старших.
Цивільне працевлаштоване населення становило 3801 осіб. Основні галузі зайнятості: освіта, охорона здоров'я та соціальна допомога — 30,0 %, науковці, спеціалісти, менеджери — 11,3 %, роздрібна торгівля — 10,7 %.